# 林狸属
林狸属（学名：Prionodonmsw3）是林狸科（Prionodontidae）的唯一一属。

## 分类
本科属于食肉目、猫型亚目、猫总科，在现生生物当中，猫科是其姐妹群，现存2种：
- 条纹林狸（Prionodon linsang）
- 斑林狸（Prionodon pardicolor）